# نقابة المهندسين المصرية
نقابة المهندسين المصرية (بالإنجليزية: Engineers syndicate)‏، هي هيئة مصرية أنشئت منذ عام 1946 م لترعى مهنة الهندسة والمشتغلين بها، على التفصيلات التي وردت بالقانون رقم 66 لسنة 1947 م ثم بالقانون 66 لسنة 1974 م.

## وصلات خارجية
- الموقع الرسمي